# فولفغانغ ويليام رومر
فولفغانغ ويليام رومر هو مهندس ومهندس قتالي هولندي، ولد في 23 أبريل 1640، وتوفي في 15 مارس 1713.